# عدسة نمرود

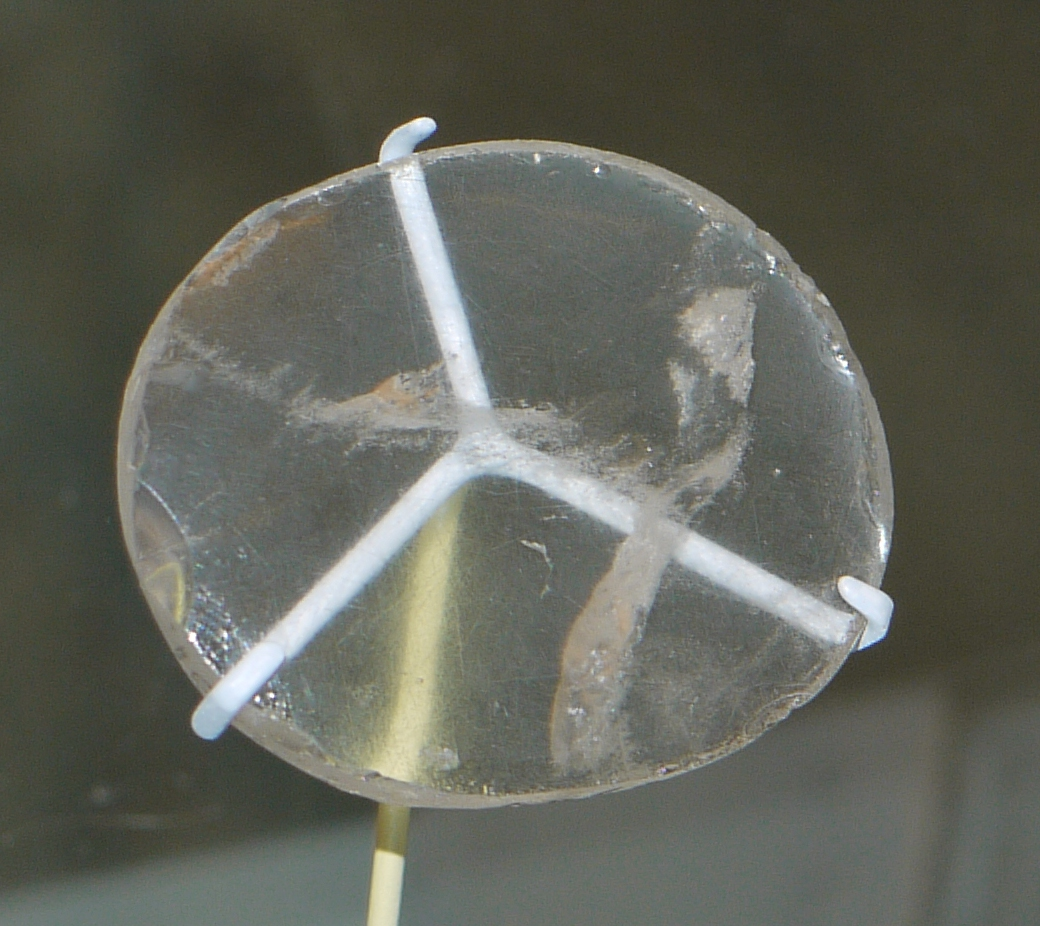
عدسة نمرود

عدسة نمرود هي قطعة موجودة منذ 3000 سنة مصنوعة من البلور الصخري، التي اكتشفت من قبل أوستن لايارد في القصر الآشورية لنمرود، في العراق الحديث.
وقد تكون استعملت كزجاجة للتكبير أو لإشعال النار بتركيز ضوء الشمس. لقد صنع الحرفيون الآشوريون أدوات دقيقة الصنع وقد يكونوا استعملوا مثل هذه العدسة في صناعتهم.
ويرى العالم الإيطالي جيوفاني بتيناتو من جامعة روما أن الآشوريين استعملوا هذه العدسة كجزء من تليسكوب. وقد يبين هذا السبب في أن الآشوريين القدامى كانوا يعلمون الكثير عن علم الفلك. لكن الخبراء في التاريخ الآشوري القديم غير مقتنعين بهذا الرأي، حيث يشكون بأن نوع الزجاج في هذه العدسة غير كاف لاستعمالها في هذا المجال. كان الآشوريون القدامى يرون الكوكب ساترن كإله محاط بحلقة من الثعابين، والتي يقترح بتيناتو بأن ذلك كان تفسيرهم لحلقات ساترن التي تشاهد بالتليسكوب. ويقول خبراء آخرون بأن الثعابين غالبا ما تذكر في الأساطير الآشورية، وبرون بأن ليس هناك أي ذكر للتليسكوب في أي من الكتابات الفلكية التي بقيت من الآشوريين.
تعرض عدسة نمرود في المتحف البريطاني.
وعندما رجع لايارد إلى بريطانيا عرض هذه القطعة على العالم الفيزياوي ديفيد بروور والذي تصور بأنها ربما كانت تستعمل كزجاجة تكبير لتركيز أشعة الشمس. وكعدسة مكبرة فربما كانت مفيدة جدا للحرفيين الآشوريين الذين كانوا يصنعون أختاما دقيقفة الصنع ونصوصا صغيرة الحجم على ألواح من الطين باستعمال خطوط كتابة مسمارية الشكل.
ولا يتفق الجميع على ذلك. فهناك خبراء بالآثار الآشورية يقولون بأن هذه العدسة مصنوعة من زجاج واطيء النوعية بحيث ستكون وسيلة رديئة النوع كوسيلة للرؤية. وحتى الذين قد يتفقون على أن قد تكون عدسة في حقيقة الأمر يقولون بأن من غير المحتمل أن تكون جزءا من تليسكوب.
ويرد البروفيسور بتيناتو بالسؤال: كيف استطاع الآشوريون القدامى أن يروا الكوكب ساترن كإله محاط بحلقة من الثعابين؟ هل من الممكن أنهم قد رأوا حلقات ساترن من خلال تليسكوب، وفسروها بأنها ثعابين؟ لكن خبراء آخرون بقيوا غير مقتنعين، ويشيرون إلى أن الآشوريين قد استعملوا رموز الثعابين في العديد من الأماكن. ويضيفون بأن لا وجود لأي ذكر في كتاباتهم عن الفلك لمثل هذه الآلة. يضاف إلى ذلك أن غاليليو كان لديه تليسكوبًا حقيقيًا استطاع بواسطته أن يرى الكثير من خصائص الأجرام السماوية، لكنه لم يستطع التعرف على حلقات ساترن بكونها حلقات واضحة المعالم؛ وكان الكوكب يبدو له بأنه، وبكل بساطة، جسما غريبًا بأنشوطتين.
وبقدر معلوماتنا فإن غاليليو كان أول من أدار التليسكوب نحو السماء، مع أن هذه الآلة قد سبق استعالها كثيرًا في لأغراض عسكرية وتجارية. فإذا كانت عدسة نمرود قد استُعملت كجزء من تليسكوب بدائي فهناك إذًا قضية آلة اختُرعت ثم نسيت.
غير أن هذه الآلة من نمرود ليست فريدة من نوعها في العالم القديم. فهناك آلة فريدة أخرى يبدو أنها عدسة يعود تاريخها إلى القرن الخامس ق م تقريبا، وجدت في كهف في جبل إيدا في جزيرة كريت. وهذه العدسة أقوى ومن نوعية من الزجاج أفضل من عدسة نمرود. كما أشار كلٌّ من الكاتبين الرومانيين پليني وسينيكا إلى عدسة كانت تستعمل من قبل حفار في مدينة پومـپي.
من الممكن أن يكون علم البصريات أقدم كثيرًا مما كنا نظن. غير أن بلورة نمرود ربما كانت مجرد قطعة زينة. ونعم، لربما أنها كانت تستعمل كعدسة أيضًا. وبدون أدلة قاطعة فلا أحد يعرف تمامًا.